# Став-охолоджувач
Став-охолоджувач (водойма-охолоджувач) — природна або штучна відкрита водойма для охолодження нагрітої циркуляційної води в системах оборотного водопостачання ТЕС, АЕС або промислових підприємств.
Охолодження води у ставку здійснюється внаслідок випаровування і конвективної тепловіддачі.

## Розташування, морфометрія
Стави-охолоджувачі влаштовуються у безпосередній близькості від споруджуваних електростанцій на річках з греблями, озерах або ділянках поза водотоками. Вони огороджуються дамбами і наповнюються з віддаленого джерела.
Глибина водойми-охолоджувача має бути не менше 3,5 — 4 м. Площа дзеркала визначається потужністю електростанції, кількістю скидуваної теплоти, кліматичними умовами району і формою водойми.
Альтернативним варіантом охолодження циркуляційної води є застосування градирень та бризкальних басейнів.